# Коэн, Брэм
Брэм Ко́эн (англ. Bram Cohen; род. 12 октября 1975) — американский программист, автор протокола BitTorrent и программы BitTorrent, соучредитель CodeCon, организатор конференции P2P-экспертов области залива Сан-Франциско , соавтор Codeville и создатель криптовалюты Chia реализующей алгоритм консенсуса доказательство пространства-времени.
В настоящее время живёт в области залива Сан-Франциско с женой Дженной и тремя детьми.